# Back in the Day
Back in the Day es una película estadounidense del 2014, dirigida y escrita por el actor Michael Rosenbaum. Fue distribuida por Screen Media Films.

## Elenco
- Michael Rosenbaum como Jim Owens.
- Morena Baccarin como Laurie.
- Kristoffer Polaha como Len Brenneman.
- Isaiah Mustafa como T.
- Harland Williams como Skunk.
- Emma Caulfield como Molly.
- Liz Carey como Angie Kramer.
- Sarah Colonna como Carol.
- Nick Swardson como Ron Freeman.
- Danielle Bisutti como Annette Taylor.
- Jay R. Ferguson como Mark.
- Mike Hagerty como el director Teagley.
- Richard Marx como el vecino.

## Recepción
En Metacritic, la película tiene un siete sobre cien.
En Rotten Tomatoes, la película tiene un puntaje de 3.8/10 basado en 7 críticas, con un 14%.